# М. Нортроп Бюхнер
М. Нортръп Бюхнер (на английски: M. Northrup Buechner) е доцент по икономика в Университета „Сейнт Джон“ (St. John's University).
Получава степен бакалавър по хуманитарни и икономически науки от университета „Лорънс“ (Lawrence University) през 1965 г. и степен доктор по философия и икономика от Университета на Вирджиния (The University of Virginia) през 1971 г.
Специализира в сферата на микроикономиката и методологията. Публикува статии в The New York Times, The Objectivist Forum, The Southern Economic Journal и други научни и популярни издания. На срещите на профсионалните икономисти редовно допринася със свои трудове.
През 1974 г. е награден от Университета „Сейнт Джон“ за заслугите му като преподавател. Академичната 2004-05 г. бележи 35-ата му година в „Сейнт Джон“. 